# جوديث إيسترين
جوديث إيسترين (بالإنجليزية: Judith Estrin) (و. 1954  م) هي رياضياتية أمريكية.

## التعليم
تعلمت في جامعة ستانفورد، وجامعة كاليفورنيا، لوس أنجلوس، وكلية الهندسة بجامعة ستانفورد.

## جوائز
حصلت على جوائز منها:
- قاعة مشاهير النساء العاملات في مجال التقانة (2002)
- المرأة في التكنولوجيا الدولية.